# Lattich-Mönch
Der Lattich-Mönch (Cucullia lactucae), auch Lattich-Graumönch genannt,  ist ein Schmetterling (Nachtfalter) aus der Familie der Eulenfalter (Noctuidae).

## Merkmale

### Falter
Die relativ großen Falter der Nominatform lactucae  erreichen eine Flügelspannweite von 46 bis 53 Millimetern und haben eine blaugraue bis dunkelgraue  Grundfärbung. Die Vorderflügel sind breiter als bei vielen anderen Cucullia-Arten. Vom Basalfeld verläuft eine sehr dünne, schwarze Wurzelstrieme bis etwa zur Flügelmitte. Makel und Linien sind oftmals undeutlich und nur schemenhaft angedeutet. An der Saumlinie sind einige kleine, schwarze Pfeilflecke zu erkennen. Die Hinterflügel der Männchen haben eine weißgraue Grundfärbung mit deutlich hervorgehobenen Adern, bei den weiblichen Faltern überwiegen graubraune Tönungen. Beide Geschlechter zeigen einen halbmondförmigen Mittelfleck. Die Fransen sind bräunlich gefärbt.

### Raupe, Puppe
Erwachsene Raupen stechen durch eine auffällige Färbung hervor, die sie von manch anderen Cucullia-Arten unterscheidet; die Raupen von Königskerzen- und Braunwurz-Mönch sind allerdings ähnlich auffällig gefärbt. Sie sind weiß mit einer grell gelben Rückenlinie, die auf jedem Segment deutlich erweitert ist und oftmals auch orangefarbene Tönungen annimmt. An den Seiten schimmern große, schwarzblaue Flecke sowie im unteren Bereich gelbe oder orangefarbene Streifen, die dunkel punktiert sind. Der glänzende, schwarze Kopf zeigt ein gelbes Zeichen in Form des Buchstaben V.
Die Puppe ist sehr schlank und besitzt einen spatelförmigen, nicht ausgehöhlten Kremaster.

### Ähnliche Arten
Die Falter des ebenfalls relativ großen Kräuter-Mönchs (Cucullia lucifuga) (Denis & Schiffermüller, 1775) unterscheiden sich durch einen schwärzlichen Rückenstreifen vom Thorax über den Hinterleib sowie die weißen Fransen der Hinterflügel. Der für den Schatten-Mönch (Cucullia umbratica), (Linnaeus, 1758) typische ockerfarbene Fleck auf den Vorderflügeln fehlt bei lactucae. Von den folgenden grauen Mönchseulen:
- Glockenblumen-Mönch (Cucullia campanulae) (Freyer, 1831),
- Cucullia fraterna (Butler, 1878),
- Dunkelgrauer Goldaster-Mönch (Cucullia xeranthemi) (Boisduval, 1840),
- Rainfarn-Mönch (Cucullia tanaceti) (Denis & Schiffermüller, 1775) und
- Kamillen-Mönch (Cucullia chamomillae) (Denis & Schiffermüller, 1775)

unterscheidet sich lactucae in der Regel durch die breiteren Flügel und den stärker gerundeten Apex der Hinterflügel. Die vorgenannten Unterscheidungsmerkmale sind jedoch gering, so dass zur sicheren Bestimmung eine genitalmorphologische Untersuchung anzuraten ist.
Da die Raupen von lactucae unverwechselbar sind, kann auch durch die Zucht eine eindeutige Zuordnung erfolgen.

## Vorkommen und Lebensraum
Die Art ist von den Pyrenäen durch die gemäßigten Zonen Mitteleuropas verbreitet. In Asien sind weitere Verifizierungen des Vorkommens notwendig, da eine Verwechselungsgefahr zu Cucullia fraterna  besteht. Die überwiegend in einigen Gebieten Russlands beheimatete ssp. pustulata fällt durch ihre geringere Größe sowie die hellere Grundfärbung auf. In den Alpen steigt die Nominatform bis auf 1800 Meter Höhe. Sie ist vorwiegend an kargen Plätzen anzutreffen, so auf Unkrautfluren und Geröllheiden, an Böschungen und Gebüschrändern sowie in Weinbergen, Gärten und Parkanlagen.

## Lebensweise
In seinen nördlichen Verbreitungsgebieten bildet der Lattich-Mönch eine Generation im Jahr, wobei die Hauptflugzeit die Monate Mai bis Juli umfasst. Nur in den südlichen Regionen fliegt zuweilen zusätzlich eine zweite Generation im August und September. Die nachtaktiven Falter werden zuweilen von künstlichen Lichtquellen angezogen. Die Weibchen legen die Eier an der Unterseite der Blätter der Futterpflanze ab. Die Raupen leben dann von Juni bis September. Sie ernähren sich überwiegend von verschiedensten Latticharten (Lactuca). Dazu zählen:
- Hasenlattich (Prenanthes purpurea)
- Mauerlattich (Mycelis muralis)
- Stachel-Lattich (Lactuca serriola) und
- Gartensalat (Lactuca sativa).

Außerdem wurden sie an Gemüse-Gänsedistel (Sonchus oleraceus) gefunden.
Bevorzugte Nahrung sind die Knospen, Blüten und Fruchtstände, seltener die Blätter der Pflanzen. Die Raupen sitzen auch tagsüber frei und unbehelligt an den Futterpflanzen. Offensichtlich sind sie aufgrund ihrer grellen Warnfärbung für potentielle Feinde nicht attraktiv bzw. abschreckend. Die Art überwintert als Puppe.

## Gefährdung
Die Art kommt in den deutschen Bundesländern in sehr unterschiedlicher Anzahl vor und wird auf der Roten Liste gefährdeter Arten auf der Vorwarnliste geführt.

## Bilder

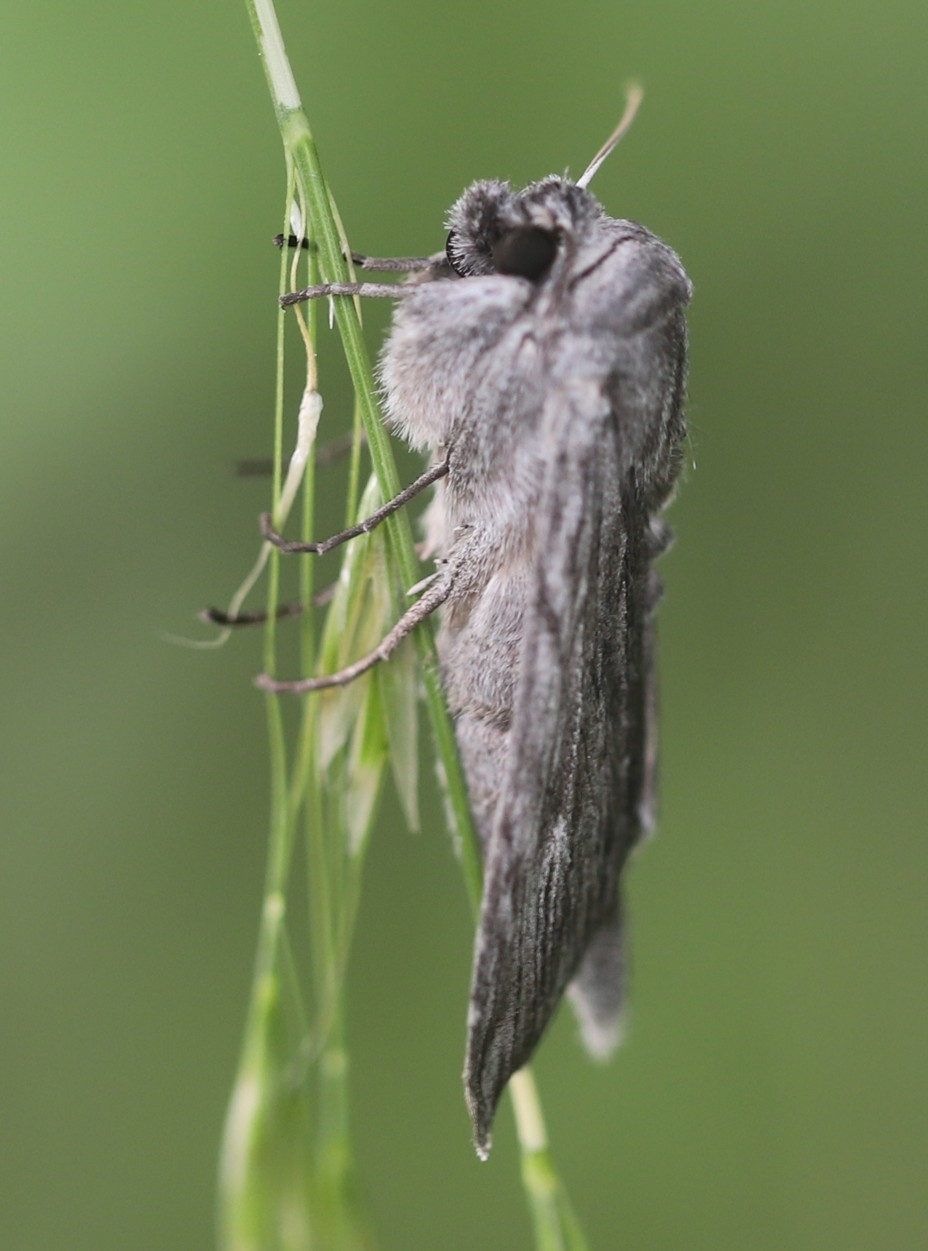
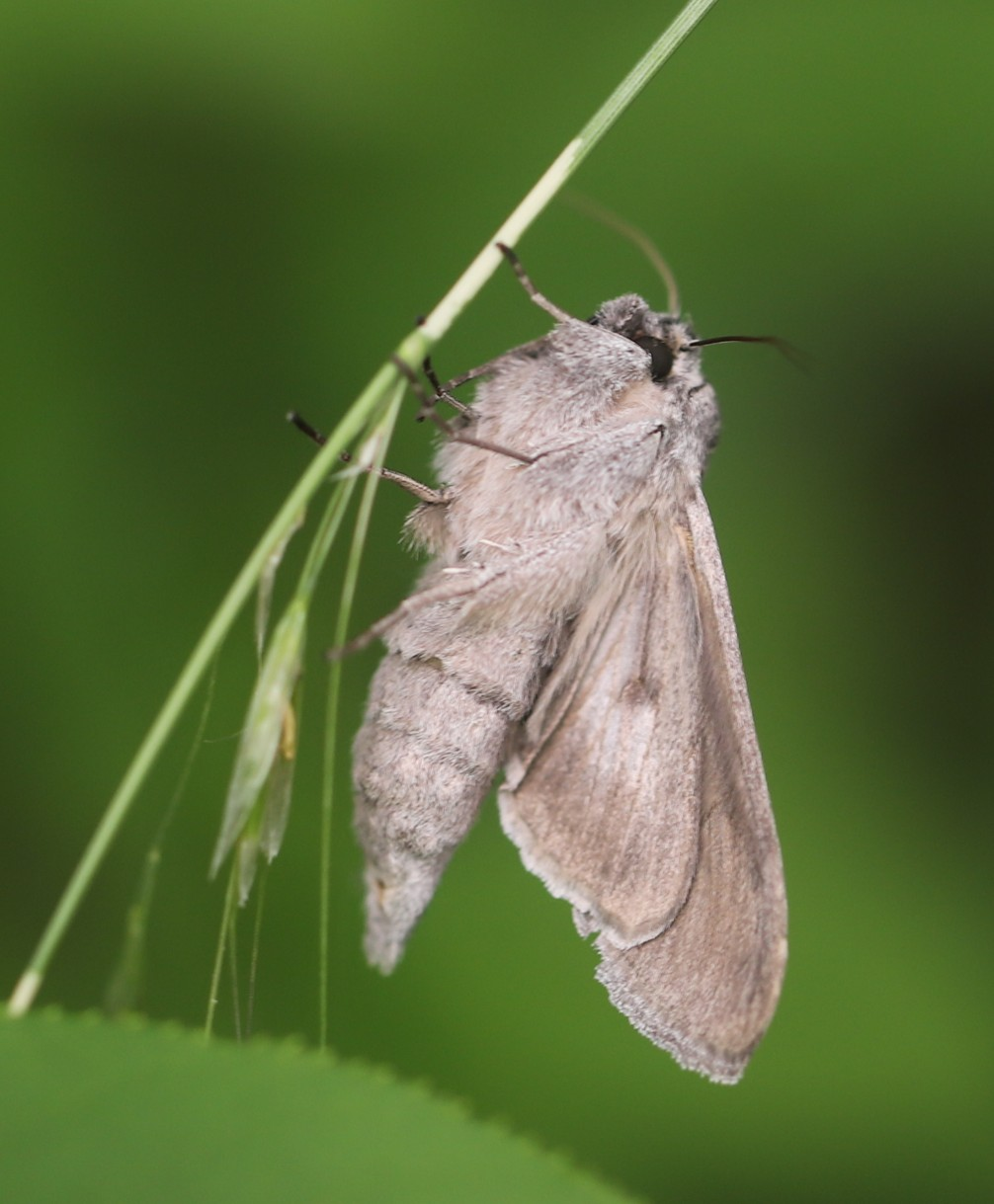
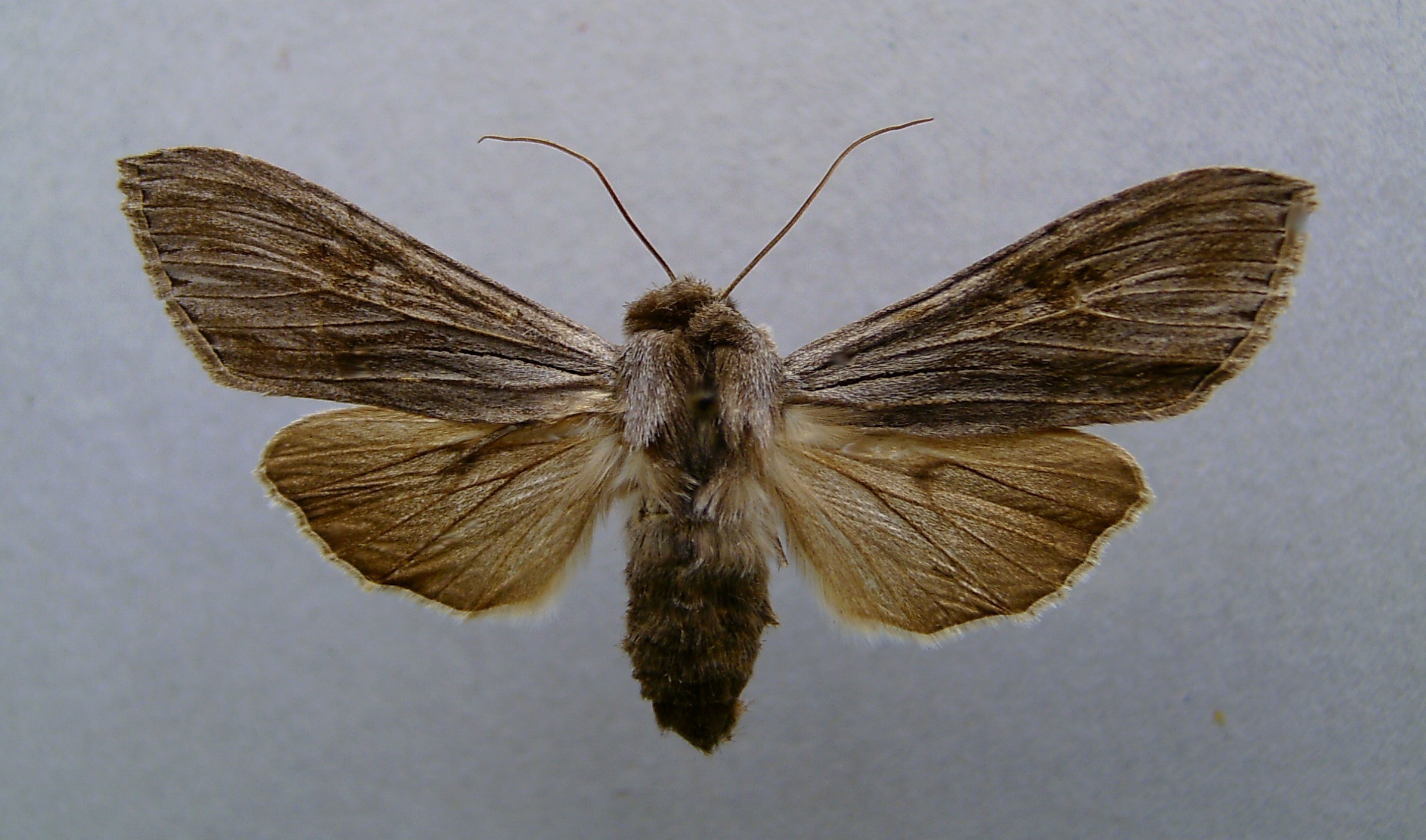
Präparat mit gespannten Flügeln, Dorsalansicht
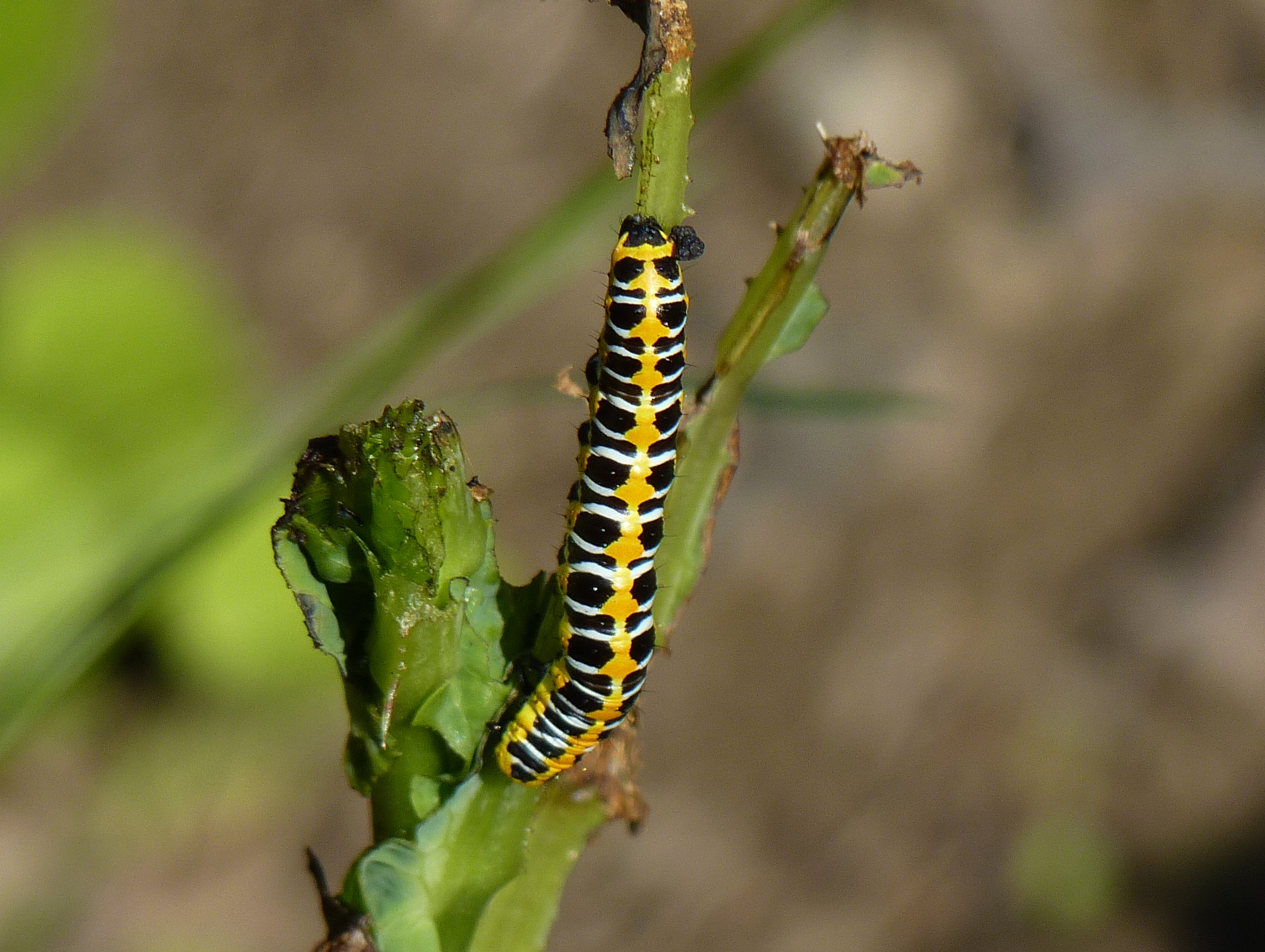
Gelbe Form der Raupe des Lattich-Mönchs, kopfabwärts ruhend
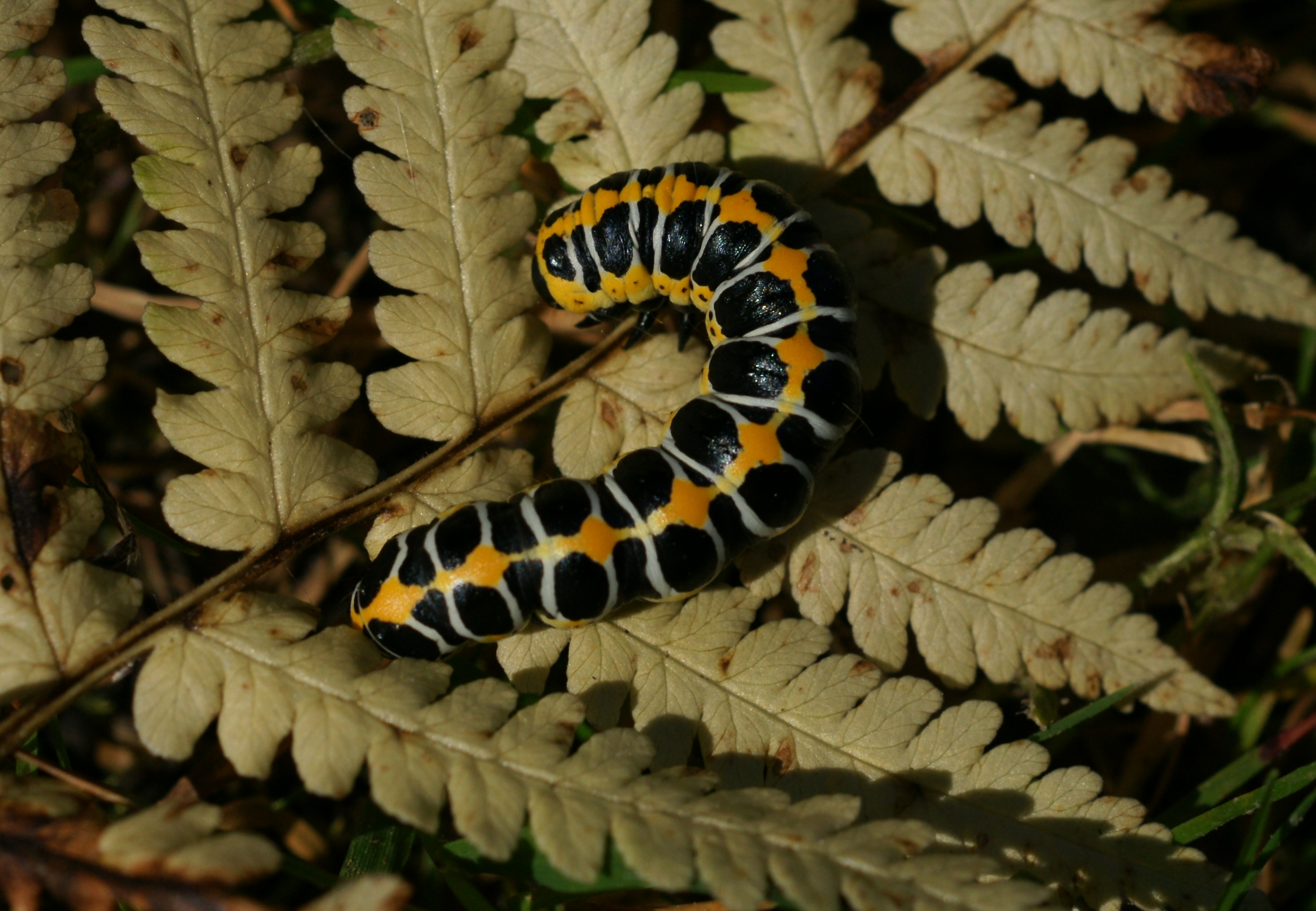
Orangefarbene Raupe des Lattich-Mönchs, auf Teil eines Adlerfarnwedels drapiert
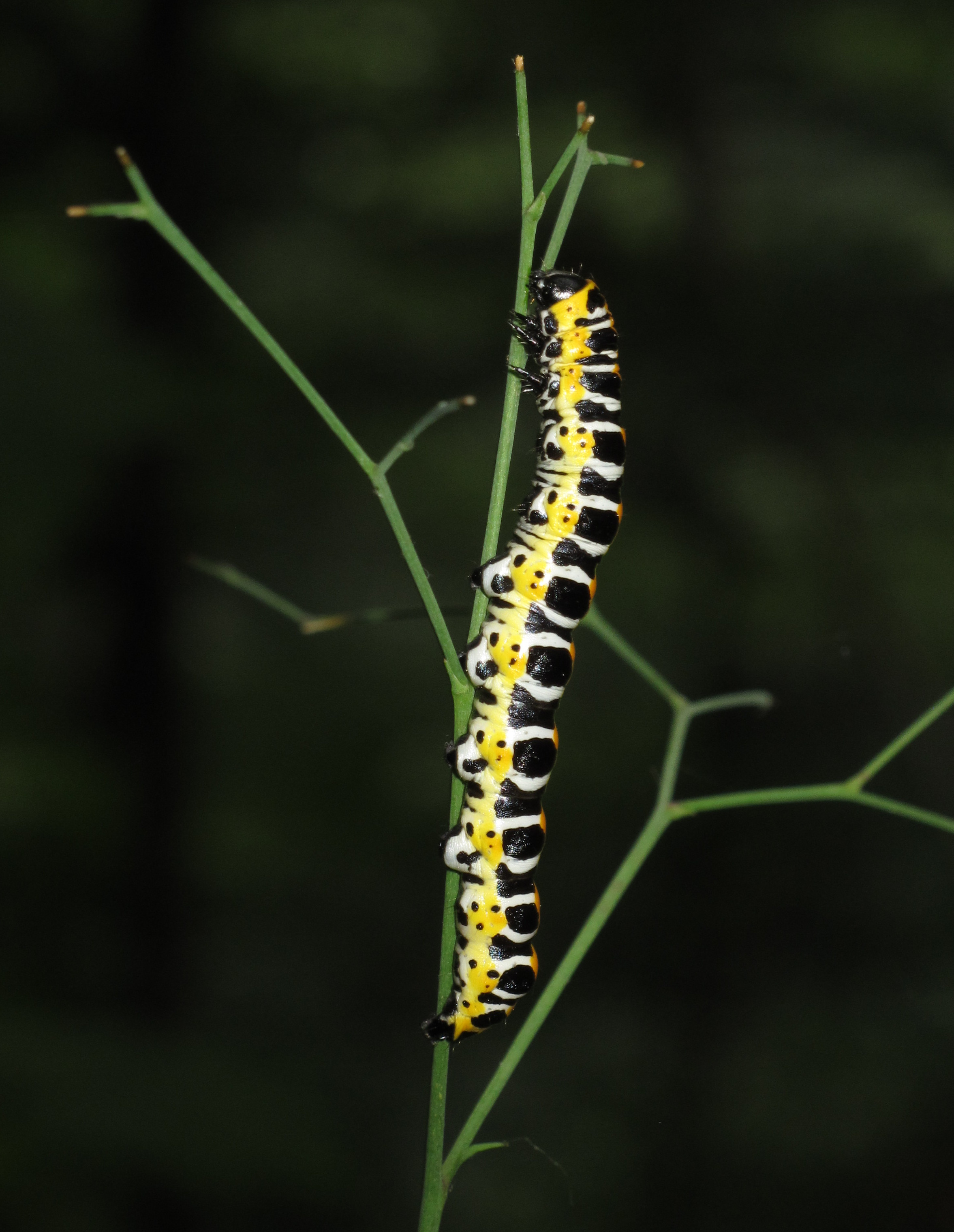
Raupe des Lattich-Mönchs an Hasenlattich
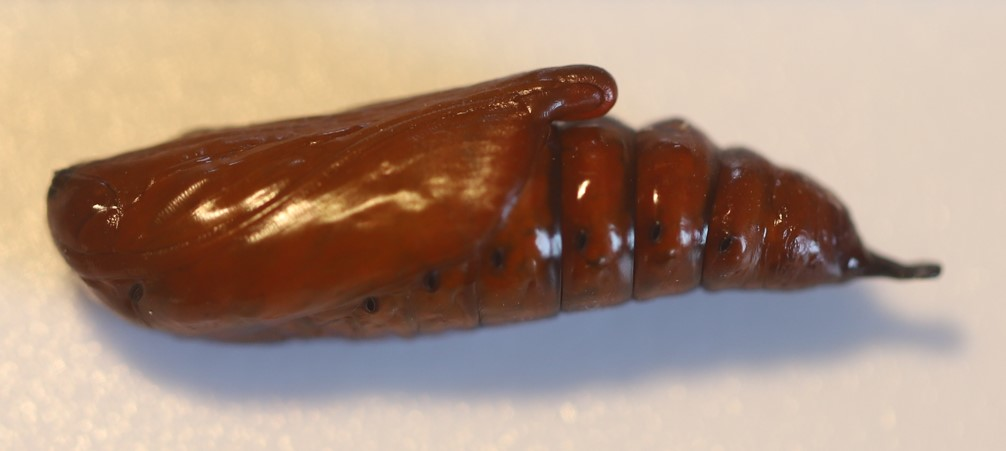
Puppe
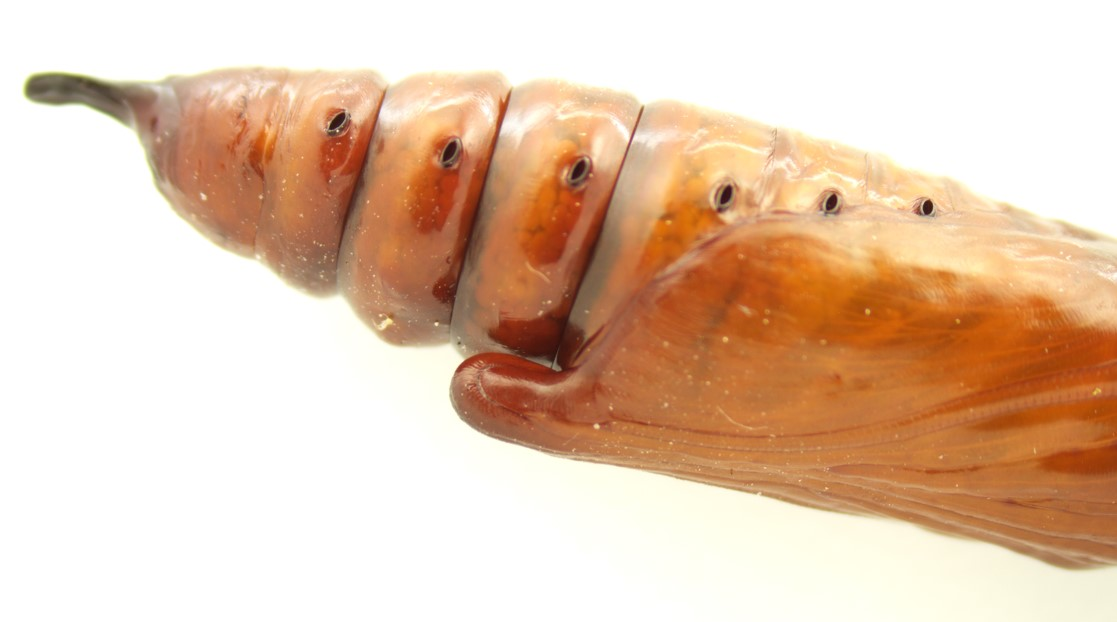
Puppe